# Trịnh Văn Bô
Trịnh Văn Bô (1914-1988) là một thương nhân Việt Nam giữa thế kỷ XX. Ông là nhà tư sản theo chủ nghĩa dân tộc, từng ủng hộ cho Chính phủ Cách mạng Lâm thời Việt Nam 5.147 lượng vàng, tương đương số tiền gần gấp đôi ngân khố chính phủ bấy giờ. Hiệu buôn tơ lụa Phúc Lợi tại số 48 phố Hàng Ngang quận Hoàn Kiếm Hà Nội, trước Cách mạng tháng Tám, cũng là nhà riêng của ông, là nơi Hồ Chí Minh ở dịp cuối tháng 8 đầu tháng 9 năm 1945, và là nơi ra đời bản Tuyên ngôn Độc lập khai sinh ra nước Việt Nam Dân chủ Cộng hòa.

## Thân thế
Ông là người con trai út trong gia đình 3 anh em. Người anh thứ tên là Trịnh Văn Bính (sau này là Thứ trưởng Bộ Tài chính), người chị lớn tên là Trịnh Thị Thục.
Theo gia phả Trịnh tộc thì ông thuộc dòng dõi của Khánh quận công Trịnh Kiều - con thứ tư của An Đô Vương Trịnh Cương. Thân sinh ông là một doanh nhân Việt Nam đầu thế kỷ XX, cụ Trịnh Phúc Lợi. Mẹ ông họ Phan, người gốc Hoa, về sau nối nghiệp chồng quản lý thành công hiệu buôn Phúc Lợi. Cậu ruột ông cũng là một doanh nhân nổi tiếng đầu thế kỷ XX với hiệu buôn Cự Hưng. Ông Cự Hưng tuy là em của cụ bà Phúc Lợi nhưng vì là con trai lớn trong gia đình nên còn được gọi là ông Cả.
Cha ông không chỉ là một doanh nhân thành đạt, mà còn nổi tiếng đào tạo ra lớp doanh nhân kế thừa. Trong số học trò của cụ Phúc Lợi, ngoài 2 người con ruột là Trịnh Văn Bô (sau kế thừa hiệu Phúc Lợi) và Trịnh Thị Thục  (hiệu Phúc Đồng), còn có Nguyễn Đức Mậu (hiệu Phát Đạt), Mai Bá Lân (hiệu Lợi Quyền), Vương Xuân Tọa (hiệu Lợi Hòa, Sài Gòn)... đều trở thành những doanh nhân thành đạt tại Việt Nam giữa thế kỷ XX.

## Sự nghiệp kinh doanh
Do điều kiện gia đình, ông được học hành tử tế, sử dụng được tiếng Anh và tiếng Pháp. Sau khi tốt nghiệp Tú tài, thay vì sang Pháp học như người anh trai, ông lại được cha giữ lại để đào tạo thành người kế thừa sản nghiệp. Bấy giờ, hiệu buôn Phúc Lợi ở số 7 Hàng Ngang và do mẹ của ông làm quản lý. Sau khi lập gia đình năm 1932, ông được cha mẹ cho ở riêng tại nhà số 48 Hàng Ngang và kế thừa tên hiệu Phúc Lợi.
Những ngày đầu cụ khởi nghiệp chỉ bằng 30 ngàn Đông Dương nhưng nhờ tính cần cù, cẩn thận và tiết kiệm, cộng với uy tín đã được cha ông chuyển nhượng lại từ đời trước nên việc kinh doanh của gia đình ngày càng lớn mạnh dần. Khi đã tạo được thương hiệu thì các thương nhân đều rất tin tưởng. Cụ Bô cho biết thêm, hồi còn nhỏ, ở gần nhà có phiên chợ tơ, 5 ngày họp một lần nên cụ rất thích, khi mua về rồi bán lại, mỗi lần được lãi một đến hai hào. Cứ mua đi bán lại rồi quen người nọ, người kia nên việc buôn bán dễ dàng hơn rất nhiều. 
Với những sản nghiệp ban đầu, hai vợ chồng ông đã kế thừa và nhanh chóng phát triển hiệu buôn Phúc Lợi, trở thành một nhà tư sản lớn thời bấy giờ. Hiệu buôn Phúc Lợi sản xuất và buôn bán tơ lụa sang cả Lào, Campuchia, Thái Lan, thậm chí có giao dịch buôn bán với thương nhân Pháp, Anh, Thụy Sĩ, Thụy Điển, Ấn Độ, Trung Quốc và Nhật Bản.

## Cống hiến lớn về tài chính cho nền độc lập
Được sự vận động của 2 cán bộ Việt Minh là hai anh em Tạ Văn Lưu và Tạ Văn Thực, ngày 14 tháng 11 năm 1944, hai vợ chồng ông bà cùng người con trai cả chính thức tham gia Việt Minh.
Đầu năm 1945, ông bà đã quyết định ủng hộ 1 vạn đồng Đông Dương, tương đương 25 cây vàng cho Mặt trận Việt Minh, khởi đầu sự nghiệp đóng góp tài chính của gia đình ông bà với Mặt trận Việt Minh. Sau lần đó, gia đình ông bà còn ủng hộ nhiều lần nữa. Tính đến trước Cách mạng tháng 8, gia đình họ Trịnh đã ủng hộ 8,5 vạn đồng Đông Dương, tương đương 212,5 cây vàng theo thời giá bấy giờ.
Sau Cách mạng tháng Tám, ông bà được ông Khuất Duy Tiến tiến cử vào Ban vận động Quỹ Độc lập. Gia đình ông bà đã tiếp tục ủng hộ Quỹ Độc lập 20 vạn đồng, tương đương 500 cây vàng. Ngoài ra, còn vận động thêm được hơn 1 triệu đồng Đông Dương cho Quỹ. Trong Tuần lễ Vàng, gia đình ông bà đã đóng góp 117 cây vàng và vận động ủng hộ thêm trên 1.000 cây vàng nữa. Bấy giờ, toàn bộ ngân khố của Chính phủ Cách mạng Lâm thời chỉ có 1.200.000 đồng Đông Dương, đa phần không thể lưu thông. Các tài liệu chính thức ghi nhận, chỉ riêng gia đình ông bà đã ủng hộ thêm cho chính phủ 5.147 lượng (cây) vàng, tương đương với 2.000.000 đồng Đông Dương (theo thời giá lúc đó). Trong số trên 5.000 lượng vàng mà ông bà hiến cho Cách mạng, có 1.000 lượng vàng được đặc phái viên của Hồ Chí Minh là Nguyễn Lương Bằng đem đi hối lộ cho 3 viên tướng Tàu là Hà Ứng Khâm (500 lượng), Lư Hán (300 lượng), Tiêu Văn (200 lượng) để hoà hoãn, khỏi đụng độ giữa hai lực lượng: quân Tưởng Giới Thạch và quân ta. Ngoài số vàng ủng hộ chính quyền cách mạng, ông bà còn hiến cả ngôi nhà 48 Hàng Ngang, để làm Nhà lưu niệm, ghi dấu tích nơi Chủ tịch Hồ Chí Minh soạn thảo Tuyên ngôn Độc lập đọc tại lễ Quốc khánh 2/9/1945.
Khi chính phủ lâm thời về Hà Nội, ngôi nhà 48 Hàng Ngang của ông bà được dùng làm nơi làm việc của các lãnh đạo Việt Minh. Nơi đây, Chủ tịch Hồ Chí Minh từng tiếp đãi các sĩ quan OSS như Archimedes Patti và Allison Thomas, cũng như viết hoàn chỉnh bản Tuyên ngôn Độc lập.
Các y phục của các lãnh đạo Việt Minh trong ngày lễ Độc lập, hầu hết do gia đình ông bà cung cấp. Thậm chí các ông Phạm Văn Đồng, Võ Nguyên Giáp đã mặc y phục của ông Bô trong ngày lễ Độc lập. Riêng chiếc áo cho Chủ tịch Hồ Chí Minh, vải may áo do hiệu buôn Phúc Lợi cung cấp.
Sau khi Pháp tái chiếm Đông Dương, ông tham gia công tác trong chính phủ kháng chiến tại Việt Bắc trong khi gia đình tản cư lên Cao Bằng.
Mãi đến năm 1955, gia đình ông mới trở về Hà Nội. Ông được phân công giữ chức Phó Chủ tịch Ủy ban Hành chính Hà Nội cho đến ngày nghỉ hưu.
Ông qua đời năm 1988 tại Hà Nội, an táng tại Nghĩa trang Mai Dịch.

## Đời tư
Năm 1932, ông lập gia đình với bà Hoàng Thị Minh Hồ (sinh 1914 - mất ngày 5 tháng 11 năm 2017), con gái của ông Hoàng Đạo Phương. Trong sự nghiệp kinh doanh của ông, có công sức không ít của bà. Bà Hoàng Thị Minh Hồ là một trong những đảng viên đầu tiên của Đảng Xã hội Việt Nam và cũng là một trong những người đầu thời kỳ thành lập Hội Liên hiệp Phụ nữ Việt Nam. Bà làm công tác phụ nữ đến năm 1974 thì nghỉ hưu. Chị ruột của bà Hồ là Hoàng Thị Minh Hảo lấy ông Trịnh Văn Bính - anh ruột của ông Bô. Người chị lớn của bà Hồ lấy Phó bảng Đặng Văn Hướng, cũng là một nhân sĩ trí thức thời bấy giờ.
Ông bà có với nhau 7 người con. Sau này, 7 người con của ông bà khi trưởng thành cũng không ai theo nghiệp kinh doanh mà đều trở thành giáo viên, kỹ sư làm việc tại các cơ quan của nhà nước, ngoại trừ Trịnh Cần Chính. Trịnh Cần Chính (sinh năm 1949) là con áp út của ông bà làm việc tại Ủy ban Pháp chế (nay là Bộ Tư pháp). Đến năm 1979, do những mâu thuẫn nội bộ trong cơ quan, Trịnh Cần Chính bị oan tội trốn nghĩa vụ quân sự và bị đuổi việc. Đến năm 1983, Trịnh Cần Chính được phục hồi công việc và cử đi học chuyên tu tại trường Đại học Pháp lý (nay là Đại học Luật). Năm 1986, Trịnh Cần Chính quay lại trường Đại học Luật làm công tác thông tin thư viện từ năm 1986 đến năm 2009. Khi về hưu, Trịnh Cần Chính bắt đầu tham gia vào các hoạt động kinh doanh đến năm 2014, Trịnh Cần Chính trở thành Tổng Giám đốc Tập đoàn Phát triển nhà và đô thị Thăng Long Việt Nam.

### Pháp lý
Năm 1954, sau chiến dịch Điện Biên Phủ, chính phủ từ Việt Bắc trở về Hà Nội, Bộ Quốc phòng yêu cầu mượn tạm căn biệt thự của ông bà tại 34 Hoàng Diệu, Hà Nội có khuôn viên rộng 3.000 m², phố Hoàng Diệu gần Cột Cờ, sát khu vực quân sự của Bộ Quốc phòng. Bản giao kèo cho mượn trong 2 năm (từ 1954 đến 1956) có chữ ký cam kết của đại tướng Hoàng Văn Thái, Tổng Tham mưu trưởng Quân đội Nhân dân lúc bấy giờ. Theo như lời hứa của tướng Thái (sau này là đại tướng) thì "khi nào Bắc Nam thống nhất, quân đội sẽ trả anh chị"...
Hơn 20 năm sau ngày Thống nhất (và Đại tướng Hoàng Văn Thái cũng đã qua đời), ông bà có yêu cầu trả lại nhà để làm nơi cư trú cho gia đình, bấy giờ gần 40 người. Lúc này, gia đình ông bà Trịnh Văn Bô đã có bảy người con, đều lập gia đình, có đúng 30 cháu và chắt, tất cả 40 người ở tại ngôi nhà cũ chật chội 24 phố Nguyễn Gia Thiều, gần hồ Thiền Quang.
Dù có xác nhận của các lãnh đạo cấp cao như Trường Chinh, Phạm Văn Đồng, Lê Đức Thọ, và gia đình tướng Hoàng Văn Thái cũng đã chuyển chỗ ở nhưng mãi sau khi ông qua đời năm 1988, căn nhà vẫn chưa được hoàn trả cho gia đình ông.
Trong những năm sau đó, bà Hoàng Thị Minh Hồ nhiều lần kiến nghị đến các cấp khác nhau, thậm chí có những quyết định, chỉ đạo của các lãnh đạo cấp cao đương nhiệm như Đỗ Mười, Lê Quang Đạo, Võ Văn Kiệt, Phan Văn Khải, nhưng sự việc vẫn không được giải quyết. Mãi đến năm 2003, bà mới trở về được ngôi nhà mà gia đình bà đã cho mượn gần 50 năm trước nhưng vẫn chưa được cấp giấy chứng nhận quyền sở hữu nhà tính đến hiện nay.

#### Ý kiến
Nhà báo tự do Bùi Tín trả lời Đài BBC: "Theo tôi được biết có việc ông Hoàng Văn Thái ký tên và lấy danh nghĩa là Bộ Quốc phòng để mà mượn trong hai năm (từ 1954 đến 1956), thế nhưng đây chỉ là bề nổi thôi, còn theo tôi được biết lúc bấy giờ trong Bộ Quốc phòng và sau này kể cả ông Lê Đức Anh, Chủ tịch nước, cũng như ông Phạm Văn Trà là Bộ trưởng Quốc phòng, đều coi nhà đó là nhà của tư sản, đã bị cải tạo và bị tịch thu[...]Nhưng do bị dư luận lên án quá nhiều là 'vô ơn bạc nghĩa' cho nên chính quyền đã phải có những bước lùi, bước lùi đó là ông Hoàng Trung Hải, Bí thư thành ủy Hà Nội đã để ngỏ ra là sẽ cấp sổ đỏ chính thức cho gia đình hiện nay. Hai là hứa hẹn là sẽ lấy một phố của Hà Nội đặt tên Trịnh Văn Bô, ba là sẽ làm tang lễ cao cấp của nhà nước cho bà Trịnh Văn Bô và sẽ đưa bà Bô vào an táng ở nghĩa trang Mai Dịch là nghĩa trang nhà nước, mà toàn cán bộ cao cấp cộng sản đặc biệt mới được vào nằm ở đó." 

## Vinh danh
Triết lý kinh doanh của Trịnh Văn Bô là: "Buôn bán 10 đồng thì giữ lại 7, còn lại giúp đỡ người nghèo và làm việc phúc đức. Khi cần nuôi nền độc lập thì cống hiến tất cả".
Sau Tuần lễ Vàng, ông bà được Chủ tịch Hồ Chí Minh tặng một cái ngà, trên đó có khắc hình 15 con voi, mỗi con bằng ngón chân cái, con nọ bắc vòi con kia. Bác bảo là gia đình và cách mạng nên đoàn kết như bầy voi này, sau đó Bác đã tặng lại chiếc ngà voi cho gia đình vì đã giúp đỡ chính phủ. Tuy nhiên, khi chiến sự bùng nổ thì tặng phẩm bị thất lạc.
Sinh thời, 2 vợ chồng ông được Nhà nước Việt Nam trao tặng Huân chương Độc lập hạng Nhất. Năm 2006, ông được truy tặng danh hiệu Doanh nhân Việt Nam tiêu biểu cùng với 3 doanh nhân nổi tiếng khác là Lương Văn Can, Bạch Thái Bưởi và Nguyễn Sơn Hà. Ngôi nhà 48 Hàng Ngang cũng được xếp Di tích lịch sử cấp quốc gia Việt Nam.
Năm 2014, nhân dịp kỷ niệm 100 năm ngày sinh cụ Trịnh Văn Bô, mừng đại thọ 100 tuổi cụ bà Hoàng Thị Minh Hồ, Bộ Tài chính biên soạn cuốn sách: "Doanh nhân Trịnh Văn Bô và những cống hiến cho nền tài chính cách mạng Việt Nam", nhằm vinh danh những công lao, đóng góp của gia đình với Đảng, Chính phủ và ngành tài chính.
Năm 2017, dự định tên ông được vinh danh đặt tên một con đường trên địa bàn quận Cầu Giấy. Đường Trịnh Văn Bô nằm trên điểm giao cắt với Nguyễn Đình Hoàn tại cầu T11, đến ngã ba giao cắt đường Phùng Chí Kiên tại cổng sau Học viện Quốc phòng.
Cuối năm 2018, tuyến đường mang tên Trịnh Văn Bô đã chính thức được TP Hà Nội công bố, dài 900 m, rộng 50 m, từ ngã tư giao cắt phố Nguyễn Văn Giáp và đoạn tiếp nối phố Trần Hữu Dực đến chân cầu vượt Xuân Phương (phường Xuân Phương, quận Nam Từ Liêm, Hà Nội).